# Salacia staudtiana
Salacia staudtiana är en benvedsväxtart som beskrevs av Ludwig Eduard Theodor Loesener. Salacia staudtiana ingår i släktet Salacia och familjen Celastraceae.

## Underarter
Arten delas in i följande underarter:
- S. s. cerasiocarpa
- S. s. leonensis
- S. s. longuria
- S. s. scaphodisca
- S. s. tshopoensis